# 小行星2624
小行星2624（2624 Samitchell）是一颗围绕太阳公转的小行星。1962年9月7日，印第安纳大学在摩根县发现了此天体。
該小行星以美國天文學家塞繆爾·阿爾弗雷德·米切爾命名。
这颗小行星的绝对星等为138.6303611102238等。